# Meia Hora (Brasil)
Meia Hora de Notícias é um jornal do Rio de Janeiro, ligado ao grupo O Dia. Trata-se de um tabloide popular com preços de R$ 1,25 de segunda a sábado e de R$ 2,50 aos domingos. Tem de 16 a 24 páginas, é matutino e tem como objetivo ser de fácil compreensão. Em virtude das notícias locais e da linguagem popular empregada, é destinado às classes C e D, um segmento, identificado em pesquisa, que não tem recursos e/ou tempo disponível para ler jornal.

## História
Apresentou-se inicialmente como opção mais barata e prática ao Extra mas acabou criando um novo público, a que se seguiram concorrentes como o Expresso, ligado ao Grupo Globo. Grande parte do noticiário é retirado do O Dia.
A proposta é publicar noticias sobre cidades, polícia, esportes, utilidades públicas, oportunidades, entretenimento, classificados e lazer em textos curtos e numa linguagem repleta de gírias e informalismos.
O tabloide colocou no trem vendedores autônomos que, com o colete da empresa, anunciam a venda do produto.
Em 2015, sua tiragem média registrada nos dias de semana eram de 114.036 mil exemplares, o que tornou o terceiro, jornal mais lido do estado - atrás, respectivamente, do O Globo e do Extra — e o 10º do país. O Meia Hora chegou a ter uma versão exclusiva para São Paulo entre os anos de 2010 e 2011 mas não repetiu o mesmo sucesso da versão original carioca e foi retirado de circulação.
Editoriais
Suas editorias são: Serviço, Geral, Voz do Povo, Polícia, Esporte, Saúde, De tudo um pouco, Alto Astral, Tecnologia e Mundo. Algumas páginas são destinadas à vida de celebridades e televisão, outras são dedicadas ao Jornal da FM O Dia, contendo testes de conhecimentos sobre assuntos diversos, piadas, promoções, programações de rádio e agenda, outras sobre o carnaval carioca. Além de cadernos de veículos, imóveis, negócios, empregos dentre outros fora as paginas reservadas aos classificados.

## Prêmio
- 2014: ganhou o Prêmio Esso pela manchete "Não Vai Ter Capa"[2]